# Komendant chorągwi
Komendant chorągwi – osoba kierująca zarządem chorągwi - jednostki terenowej w ogólnopolskich organizacjach harcerskich, o zasięgu terytorialnym odpowiadającym najczęściej województwu.

## Związek Harcerstwa Polskiego
W ZHP komendant chorągwi:
- kieruje pracą komendy chorągwi,
- kieruje bieżącą działalnością chorągwi,
- reprezentuje chorągiew,
- wydaje rozkazy,
- zarządza majątkiem chorągwi i prowadzi gospodarkę finansową przy pomocy skarbnika chorągwi, na zasadach określonych w Statucie ZHP.

## Związek Harcerstwa Rzeczypospolitej
W ZHR zgodnie z tradycją sprzed II wojny światowej istnieją odrębne organizacje żeńska i męska: Organizacja Harcerek skupiająca zuchenki, harcerki i instruktorki, a także Organizacja Harcerzy skupiająca zuchów, harcerzy i instruktorów.
Komendantką chorągwi harcerek jest instruktorka harcerska w stopniu harcmistrzyni a w szczególnych przypadkach podharcmistrzyni (pełni wtedy obowiązki komendantki chorągwi harcerek), która jest wybierana przez zbiórkę wyborczą wszystkich instruktorek danej chorągwi, mianowana przez Naczelniczkę Harcerek ZHR.
Komendantem chorągwi harcerzy jest instruktor w stopniu harcmistrza lub w szczególnych przypadkach podharcmistrza (pełni wtedy obowiązki komendanta chorągwi harcerzy), który jest wybierany przez zbiórkę wyborczą wszystkich instruktorów danej chorągwi, mianowany przez Naczelnika Harcerzy ZHR.
Komendantka chorągwi harcerek ZHR i komendant chorągwi harcerzy ZHR zasiada z urzędu w Zarządzie Okręgu ZHR - terytorialnej jednostki administracyjno-gospodarczej, skupiającej jedną lub więcej chorągwie harcerek, jedną lub więcej chorągwi harcerzy oraz organizację Kół Przyjaciół Harcerstwa.
Komendantka/komendant chorągwi pomaga odpowiednio instruktorkom / instruktorom i jednostkom organizacyjnym Związku w realizacji ich działalności
wychowawczej, a w szczególności:
1. powołuje (rozwiązuje) hufce, związki drużyn oraz mianuje (zwalnia) hufcowych i komendantów związków drużyn, z zastrzeżeniem sytuacji, gdy komendantem chorągwi jest podharcmistrz - wtedy obowiązek ten przejmuje Naczelnik Harcerzy ZHR,
2. prowadzi pracę chorągwi w oparciu o program pracy zatwierdzony przez Naczelnika Harcerzy ZHR,
3. organizuje kształcenie instruktorów harcerskich z terenu chorągwi do poziomu stopnia podharcmistrza,
4. powołuje członków komisji instruktorskiej chorągwi i mianuje jej przewodniczącego, zgodnie z zasadami kształcenia obowiązującymi w Organizacji Harcerzy,
5. nadaje na wniosek komisji instruktorskiej chorągwi stopnie przewodnika i podharcmistrza, pod warunkiem posiadania przez komisję uprawnień nadawanych przez Naczelnika Harcerzy każdej nowo powołanej komisji,
6. reprezentuje interesy instruktorów harcerskich chorągwi i działających na jej terenie jednostek organizacyjnych ZHR wobec władz naczelnych Związku,
7. wizytuje podległe jednostki organizacyjne,
8. wykonuje obowiązki wynikające z innych przepisów ZHR,
9. prowadzi dokumentację pracy chorągwi,
10. przedstawia zbiórce instruktorów chorągwi oraz Naczelnikowi Harcerzy sprawozdania z działalności chorągwi,
11. zwołuje nadzwyczajną zbiórkę instruktorów chorągwi oraz konferencje programowe i metodyczne instruktorów chorągwi,
12. wydaje rozkazy,
13. prowadzi ewidencję odznak instruktorskich, krzyży i książeczek służbowych,
14. kontroluje oddawanie rocznych sprawozdań finansowych i inwentarzowych hufców,
15. współuczestniczy w pozyskiwaniu środków finansowych na statutową działalność jednostek organizacyjnych chorągwi.